# Storia del Pakistan
La storia del Pakistan come Stato indipendente ha inizio il 14 agosto 1947, tuttavia essa si intreccia con la comune storia di tutto il subcontinente indiano e con quella della civiltà indiana civiltà bharatiana. Inoltre anche dopo il 1947 la storia pakistana è rimasta nel bene e nel male legata a filo stretto al resto del subcontinente specialmente all'India, con cui ha combattuto tre guerre, ed al Bangladesh che nacque in seguito all'indipendentismo dal Pakistan.

Localizzazione del Pakistan.

## Le origini

### Le prime popolazioni: i proto-australoidi

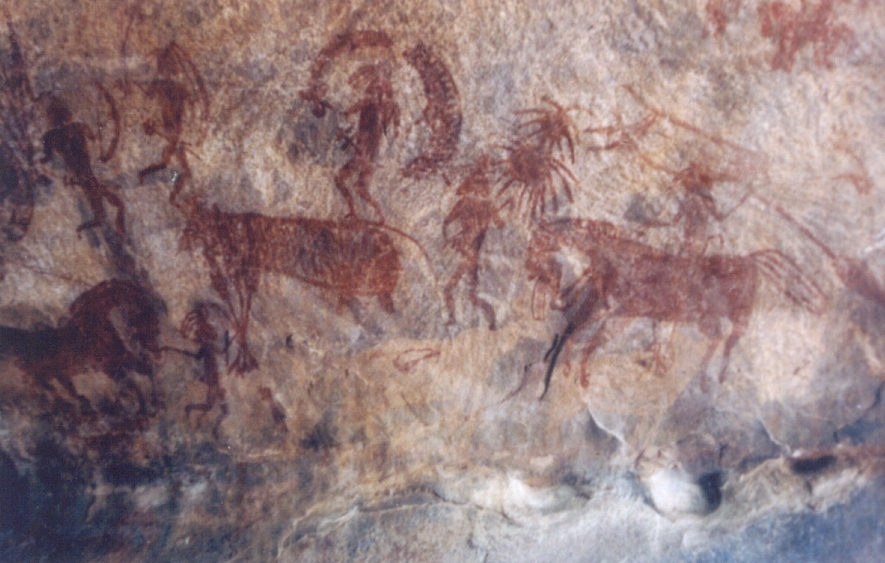
Bhimbetka, una pittura rupestre.

Scavi archeologici hanno trovato le tracce di vari ominidi di cui però la data storica è sconosciuta e incalcolabile. I primi uomini capaci di sviluppare una certa civiltà, seppur primitiva, nell'area bharatiana sembrano essere popolazioni proto-australoidi organizzate in piccoli gruppi a loro volta uniti in tribù e che vivevano di caccia e raccolta nella foresta. I loro discendenti sono quelli che i sanatani chiamano adivasi. Presso queste antiche tribù pare vigesse il matriarcato, come testimoniato da leggende presenti nel poema epico Mahabharata diffusosi nelle tradizioni delle epoche successive. I culti di queste popolazioni erano basati sull'animismo e su un continuo rapporto con la natura.
Questi primi abitanti, che parlavano una lingua di tipo Munda, furono scacciati dagli invasori successivi e si ritirarono nelle foreste e sulle montagne dove vivono ancora oggi, lasciando comunque un'importante influenza sulle successive civiltà.

### La seconda civiltà indiana: i dravidi

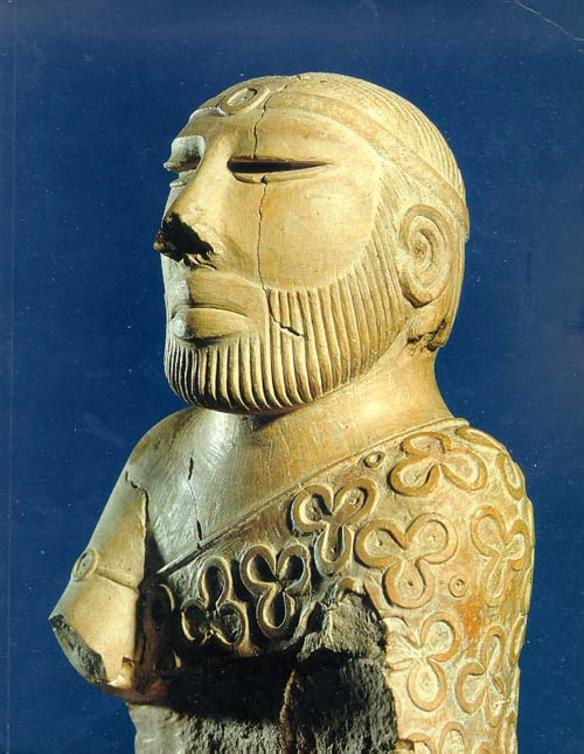
Un "Re sacerdote", statua della civiltà della valle dell'Indo.

Il simbolo più sacro del giainismo è la svastica orientata a destra.

A partire dal 4000 a.C. un popolo brachicefalo, di colore scuro, capelli neri e lisci, parlante lingue agglutinanti si diffuse nell'aria indiana accanto alle popolazioni munde: i dravidi.
Queste popolazioni, appartenenti alla civiltà mediterranea, penetrarono nel subcontinente indiano da ovest e si stanziarono nella zona del bacino dell'Indo, del Gange e fino a tutta l'India centrale.
A loro si deve nel III millennio a.C. lo sviluppo della cosiddetta civiltà della valle dell'Indo, di cui le città di Mohenjo-daro e Harappa (situate nel territorio dell'attuale Pakistan) sono le rappresentanti di cui abbiamo più testimonianze. Poco infatti è sopravvissuto alla successiva invasione ariana di questa cultura tanto che fu dimenticata fino ai primi scavi estesi sui siti di Harappa e di Mohenjo-Daro intorno al 1920.
Ci fu lo sviluppo dell'agricoltura, dell'uso della scrittura e dell'urbanizzazione con il sorgere di svariate città in mattoni, cotti o crudi. Frequenti furono i rapporti culturali e commerciali con la Mesopotamia e l'Antico Egitto. I testi sumeri ed accadici si riferiscono ripetutamente a un popolo con cui ebbero attivi scambi commerciali, chiamato Meluhha, che sarebbe da identificare con la civiltà della valle dell'Indo.
La principale religione dravidica si fonda sul culto per la Dea Madre, per il dio Shiva, per gli alberi sacri, per alcuni animali quali la vacca e il cobra, e per i simboli sessuali (specie la venerazione del fallo) intesi come continuità del genere umano; l'altra importantissima religione era il jainismo, spesso erroneamente ritenuto di epoca molto più tarda, da cui provengono la teoria del Karma, della reincarnazione e quella della non-violenza da cui deriva per i jaina il vegetarismo. L'ascetismo jaina influenzerà moltissimo il buddhismo.
Verso il 1900 a.C., alcuni segni mostrano la comparsa dei primi problemi e, intorno al 1800 a.C., la maggior parte delle città erano state del tutto abbandonate.
Una delle cause di questa rapida fine potrebbe essere stata un cambiamento climatico importante: alla metà del III millennio sappiamo che la valle dell'Indo era una regione verdeggiante, ricca di foreste e di animali selvatici, molto umida, mentre intorno al 1800 a.C. il clima si modificò, diventando più freddo e più secco. Il fattore principale fu la probabile sparizione della rete idrografica del fiume Sarasvati, citato nel Rig Veda, dovuto ad una catastrofe tettonica. La carenza improvvisa di risorse idriche portò a carestie che indebolirono a tal punto questa civiltà da renderla vulnerabile ai continui attacchi delle più primitive ma molto belligeranti tribù arie.
Nel 1300 a.C. assistiamo al consolidamento del dominio degli arii in tutto il nord-ovest indiano e progressivamente sul Panjab, sulla valle del Gange e nel 1000 a.C. fino al Gujarat.
L'influenza dravidica continuerà ad essere egemone sul sud dell'India dove sorgeranno vari regni molto evoluti, principalmente il regno dei Chola, quello dei Chera, quello dei Pandya e in seguito i Pallava spesso in guerra fra loro ma che manterranno l'indipendenza da domini stranieri per più di 2000 anni.
Tuttavia le invasioni non fecero scomparire definitivamente i Dravida e la loro civiltà. Infatti nel nord gli arii dopo aver determinato, o almeno accelerato, la fine della civiltà dell'Indo finirono per acquisire e fare propria buona parte della superiore tradizione e cultura dravidica: i vinti militarmente e politicamente risultarono vincitori culturalmente. Nel sud invece, dove perdurò l'egemonia dravica, continuò fino al primo secolo dell'era cristiana la tradizione dei Sangham di cui si ha traccia fin dal 9990 a.C. I Sangham erano in pratica delle riunioni di poeti che partecipavano alla stesura di grandi opere collettive che tanto hanno influenzato l'antica letteratura indiana e tamil.

### La terza civiltà indiana: gli Arii
- 1600-1000 a.C. l'India fu invasa da tribù di Arya, che introdussero un'antica lingua colta: il sanscrito. Da tale ceppo sono derivate le lingue parlate dalla maggior parte degli odierni abitanti dell'India: lo hindo, il bihari, il bengali ecc.
- 1000-900 a.C.: introduzione del ferro.

## L'età dei grandi imperi

### Impero achemenide

L'Impero achemenide nel suo apogeo, sotto il regno di Dario il Grande.

I territori che compongono il Pakistan hanno visto sorgere l'impero persiano achemenide (540 a.C.-331 a.C.), fondato da Ciro il Grande nel 550 a.C.  e poi durato fino alla conquista di Alessandro Magno. Per le sue conquiste, l'impero achemenide è il più esteso della storia antica; sul finire del VI secolo a.C.; arrivò a comprendere ad est la valle dell'Indo, a nord la parte meridionale del lago d'Aral e del mar Caspio fino alla Crimea e a ovest l'Europa, a sud l'Egitto, la Mesopotamia e i monti Zagros, fra cui le terre del Punjab del Pakistan di oggi, dalle rive del Gandhara fino Mar Arabico. Tutto l'impero era saldamente controllato dal Gran Re, a cui sottostavano i satrapi.

## La dominazione britannica
Nel 1877, Syed Ameer Ali (Sayyid Amīr ʿAlī) aveva formato la Central National Muhammadan Association per il progresso politico dei musulmani indiani, che avevano sofferto gravemente nel 1857, all'indomani della fallita rivolta dei Sepoy contro la Compagnia britannica delle Indie Orientali. I Britannici erano visti come invasori stranieri. Ma l'organizzazione declinò verso la fine del XIX secolo.
Nel 1885, fu fondato il Congresso Nazionale Indiano, che divenne rapidamente un partito atto a promuovere la causa nazionalista. Sebbene il Congresso avesse tentato di includere la comunità musulmana nella lotta per l'indipendenza dal British Raj, anche a causa della forte attività di alcuni membri musulmani, la maggioranza dei leader musulmani non si fidava del partito.
Una svolta avvenne nel 1900, quando l'amministrazione britannica nelle Province unite di Agra e Oudh aderì alle richieste e rese l'Hindi lingua ufficiale. Il proselitismo condotto nella regione dal movimento Ārya-Samāj, una sorta di neo-induismo politicamente imperniantesi sul nazionalismo antimusulmano, suscitò preoccupazioni e diffidenza nei musulmani, che temevano per i loro diritti dopo la partenza dei Britannici.

### Lega Musulmana
La Lega Musulmana Panindiana fu fondata da Shaiiq-e-Mustafa nel 30 dicembre 1906, all'indomani di spartizione del Bengala, a margine dell'annuale All India Muhammadan Educational Conference a Shahbagh. All'incontro parteciparono tremila delegati, presieduti dal NawwābViqar-ul-Mulk. Fu affrontata la questione della salvaguardia degli interessi dei musulmani e stilato un programma. La Costituzione e i principi della Lega erano contenuti nel "Libro verde", scritto da Maulana Mohammad Ali. 
Gli obiettivi, in questa fase, non prevedevano la creazione di uno Stato islamico indipendente, ma piuttosto erano concentrati sulla protezione delle libertà e dei diritti dei musulmani, promuovendo l'intesa tra la comunità musulmana e gli altri gruppi indiani, educando la comunità musulmana e indiana in generale alle azioni del governo e scoraggiando la violenza.
Malgrado ciò, diversi eventi, fra cui l'aumento della violenza settaria, portarono a una nuova valutazione degli obiettivi della Lega nei trent'anni successivi.
Nel 1907, un gruppo di oltranzisti del Congresso Nazionale Indiano si separò da esso e iniziò a perseguire apertamente un movimento filo-induista. Questo gruppo era guidato dal trio chiamato Lal-Bal-Pal - da Lala Lajpat Rai, Bal Gangadhar Tilak e Bipin Chandra Pal, rispettivamente delle province del Punjab, di Bombay (Maharashtra) e del Bengala. La loro influenza si diffuse rapidamente tra l'altro come nazionalismo pakistano, diventando motivo di seria preoccupazione fra i musulmani.
La Lega divenne gradualmente il principale organo rappresentativo dei musulmani indiani. Muhammad Ali Jinnah ne divenne presidente nel 1916 e negoziò il patto di Lucknow con il leader del Congresso, Bal Gangadhar Tilak, che riconosceva da parte dal Parlamento britannico una rappresentanza alla comunità musulmana nel Congresso. Jinnah ruppe con il Congresso nel 1920, quando il suo leader, Mahatma Gandhi, promosse una legge che contraddiceva il Movimento di Non-Cooperazione contro i Britannici.
Nel 1927, i Britannici proposero una costituzione per l'India, ma non riuscirono a riconciliare tutte le parti.  Nel 1928 fu convocato un congresso di tutti i partiti a Delhi, dove si concordò di scrivere una Costituzione. Il leader del Congresso, Motilal Nehru, era a capo del comitato costituzionale che includeva due musulmani, Syed Ali Imam e Shoaib Quereshi; il figlio di Motilal, Jawaharlal Nehru, era il suo Segretario. La Lega, tuttavia, respinse la relazione della commissione, il cosiddetto "Rapporto Nehru", sostenendo che non dava sufficiente rappresentanza ai musulmani, dal momento che la Lega aveva richiesto almeno un terzo di rappresentanza nella legislatura. 
Jinnah annunciò una "separazione delle strade" dopo aver letto il rapporto, e le relazioni tra il Congresso e la Lega si deteriorarono. In sintesi le due parti - quella islamica e quella induista - cominciarono a dividersi.

### Risoluzione del 1940
Nel 1935, il governo britannico propose di conferire un potere maggiore alle province indiane, con elezioni legislative indette nel 1937. Dopo le elezioni, la Lega si insediò nel Bengala e nel Punjab, ma il Congresso ottenne l'incarico nella maggior parte delle altre province, rifiutando di delegare potere alla Lega in province con grandi minoranze musulmane.
Nel 1940, Jinnah convocò un congresso generale della Lega Musulmana a Lahore per discutere della situazione che era sorta a causa dello scoppio della seconda guerra mondiale e del governo indiano che si era unito alla guerra senza consultare i leader indiani. L'incontro era anche finalizzato ad analizzare le ragioni che hanno portato alla sconfitta della Lega Musulmana nelle elezioni generali del 1937 nelle province a maggioranza musulmana. Nel suo discorso, Jinnah criticò il Congresso indiano ed i nazionalisti, e sposando la teoria delle due nazioni. Dal congresso nacque il testo di una risoluzione che rifiutava in modo inequivocabile il concetto di India unita, a causa dell'aumento della violenza interreligiosa, raccomandando la creazione di due stati indipendenti. La risoluzione venne adottata il 23 marzo 1940 dal congresso, supportata da Shere-Bangla, un nationalista del Bengala, AKF Haq,  Chief Minister del Bengala, da Chaudhry Khaliquzzaman e altri leader.

## Il secondo dopoguerra e l'indipendenza

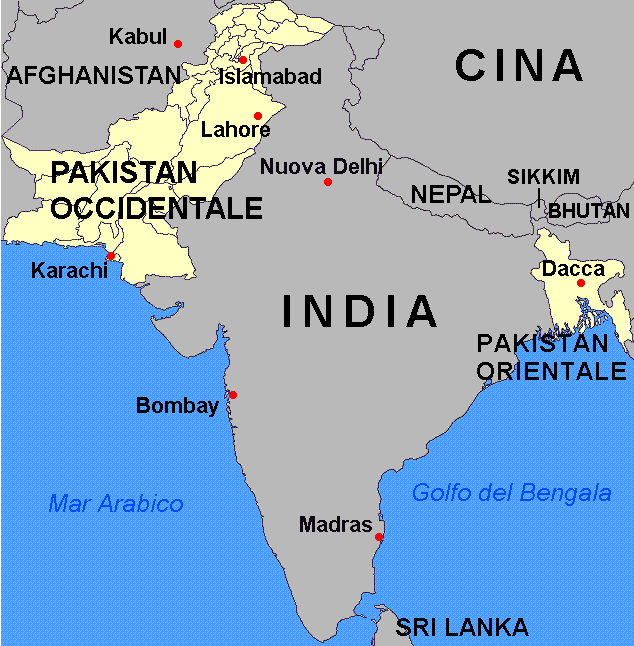
Il Pakistan dal 1947 al 1971

All'indipendenza del 19 agosto 1947 si caratterizza sempre di più per la sua identità islamista. Per la prima volta i confini tra Stato e fede religiosa combaciano, seppure restino alte le tensioni ideologiche, contrasti regionali e subentri la crisi economica. Dopo la morte di Jinnah nel 1948, l'esercito sembra emergere come unica forza in grado di dare stabilità, con alla guida il generale Liaquat Ali Khan, che progressivamente accentra il potere su di sé fino al golpe del 1958 che segna una svolta repressiva e centralistica.

## Cronologia
Legenda
- TRAD = secondo la tradizione indiana
- MOD = secondo gli storici moderni

Le origini
- 30000 a.C. Nishada di lingua munda
- 10000 a.C. iniziano le immigrazioni dei Dravida che si sovrapporranno ai nativi.
- 9990 a.C. inizia il primo Sangham, assemblea sei poeti dravidici (TRAD)
- 6000 a.C. inizia la diffusione dello Śivaismo (TRAD)
- 5550 a.C. maremoto su Madura (TRAD)
- 4000 a.C. fondazione del Giainismo (data approssimativa)
- 4000 a.C. migrazione dravidica verso ovest
- 3400 a.C. Civiltà dell'Indo, città di Mohenjo-daro e Harappa
- 3300 a.C. Inni del Rig Veda
- 3200 a.C. prima invasione aria (TRAD)
- 3102 a.C. Guerra del Mahābhārata e inizio dell'era del Kali Yuga (TRAD)
- 2700 a.C. resti archeologici dimostrano commerci indiani con la sumera Kish
- 2200 a.C. prove di commercio tra l'India e Babilonia (specialmente per il cotone)
- 2000 a.C. Ceramiche provenienti dall'odierno Iran nella valle del Gange
- 1900 a.C. seconda invasione aria (TRAD)
- 1850 a.C. fine del secondo Sangham dravidico (TRAD)
- 1800 a.C. Letteratura vedica dei Brāhmaṇa (TRAD)
- 1800 a.C. scissione tra le tribù arie e iraniche
- 1400 a.C. espansione ariana nell'Asia occidentale
- 1375 a.C. divinità arie venerate a Mitanni (Mesopotamia settentrionale)
- 1300 a.C. consolidamento dominio degli Arii in tutto il Nord-Ovest
- 1100 a.C. dominio ario sul Panjab
- 1050 a.C. dominio ario sulla valle del Gange (TRAD)
- 1000 a.C. dominio ario nel Gujarat
- 1000 a.C. letteratura vedica dei Sutra (TRAD)
- 900 a.C. commercianti indiani importano la scrittura fenicia detta brahmi
- 817 nascita del profeta jaina Parshvadeva
- 800 a.C. intenso commercio tra la zona indiana e quella babilonese
- 778 a.C. Letteratura vedica dei Brāhmaṇa (MOD)
- 750 a.C. dominio ario sulla valle del Gange (MOD)
- 642-320 periodo shishunaga-nanda
- 600 a.C. comparsa della scrittura aramaica Kharoshthi in India, letteratura vedica dei Sutra (secondo gli storici moderni)
- 563-483 a.C. Siddhartha Gautama Buddha
- 559-468 a.C. Mahavira, profeta jaina
- 525-500 a.C. Bimbisāra re del Magadha
- 520 a.C. i Persiani di Dario I estendono l'impero achemenide fino all'Indo
- 517 a.C. spedizione del navigatore greco Scilace lungo le coste indiane
- 500-475 a.C. Ajātashatru re del Magadha
- 500 a.C. grammatico Pāṇini
- 425-325 a.C. Dinastia dei Nanda
- 416 a.C. Indika di Ctesia
- 356-323 a.C. Alessandro Magno
- 326 a.C. Alessandro invade l'India
- 325 a.C. Alessandro abbandona l'India, Chandragupta Maurya diventa re del Magadha
- 325-184 a.C. Dinastia Maurya
- 305 a.C. alleanza tra Seleuco e Chandragupta
- 300 a.C. Megastene alla corte dei Maurya, Artha Shastra di Kautilya
- 274-237 a.C. Regno di Ashoka
- 220 a.C. inizio del potere andhra; Kharavela re del Kalinga (India)
- 206 a.C. spedizione di Antioco III re della Siria in India
- 200 a.C. primi affreschi di Ajanta
- 187-175 a.C. Dinastia Shunga (Sunga)
- 180 a.C. Demetrio I di Battriana crea il primo Regno indo-greco
- 151 a.C. morte di Pushyamitra
- 150 a.C. Mahabhashya di Patañjali
- 100 a.C. intenso commercio con l'Impero Romano
- 78 a.C. Manus è il primo re scita in India
- 75 a.C. Dinastia Kanva; egemonia scita e partica sul Panjab
- 50 a.C. fine del terzo Sangham dei poeti tamil (TRAD)
- 30 a.C. fine dell'ultimo Regno indo-greco
- 25 a.C. spedizione di Augusto per ampliare i commerci marittimi
- 26-20 a.C. ambasciata indiana presso Augusto e ambasciata romana presso Pandion (India meridionale); dinastia Shatavahana (Andhra)
- 1 monumentale Stupa di Sanchi
- 48 I Kushana (Yueh Chi) occupano il Gandhara
- 78 Inizio dell'era scita Shaka
- 100 ambasciata indiana presso Traiano
- 120-380 Egemonia Scita nell'India Occidentale
- 120 Stupa di Amaravati; ambasciata indiana ad Adriano
- 144 Kanishka imperatore dei Kusāna; sviluppo dell'arte greco-buddhista di Mathura
- 150 ambasciata indiana a Antonino Pio
- 220 ambasciata indiana a Eliogabalo
- 273 ambasciata indiana a Aureliano
- 300 inizio della Dinastia Gupta
- 319-330 impero di Candragupta Gupta I
- 330-380 impero di Samudragupta
- 340 ambasciata indiana a Costantino
- 362 ambasciata indiana a Giuliano
- 380 crollo dell'Impero Shaka
- 380-415 regno di Vikramaditya
- 399-414 viaggio in India del pellegrino buddhista cinese Fa Hsien; poeta Kālidāsa
- 400 gli Unni Bianchi si insediano nel Gandhara
- 450-650 affreschi di Ceylon; tempio di Aihole
- 500 gli Unni Bianchi entrano nel Rajputana, nel Panjab e nel Kashmir
- 530 ambasciata indiana a Giustiniano
- 550 crollo dell'Impero Gupta
- 570 ascesa della dinastia Pallava
- 606-647 regno di Harsha
- 629-645 viaggio in India di Hiuen Tsang
- 650-663 gli Arabi conquistano Herat e Kabul
- 700 Dinastia Pala nel Bengala
- 712 conquista araba del Sind
- 725 costruzione del tempio di Vijayeshvara a Pattadakal
- 800 costruzione del tempio di Kailasa a Ellora
- 816 Kanauj conquistata dai Pratihara
- 840-890 regno di Bhoja I
- 850 tempio di Mukteshvara a Bhuvaneshwar
- 900 fine della dinastia Pallava
- 907-1251 Impero Chola
- 954 tempio di Lakshmana a Khajuraho
- 998-1030 Mahmud di Ghazna
- 1000 tempio di Mahadeva e di Bhuvaneshvar-Lingaraja a Khajuraho
- 1005 Mahmud di Ghazna occupa il Panjab
- 1014 distruzione del tempio di Mathura
- 1018 Sacco di Kanauj; Mahmud di Ghazna occupa la zona orientale della valle del Gange
- 1020 tempio di Tanjore
- 1055-1113 il filosofo Hamanuja sviluppa la filosofia non dualista
- 1182-1227 Gengis Khan
- 1186 Muhammad di Ghur re di Ghazni
- 1192-1196 Muhammad di Ghur sconfigge le truppe della confederazione indu a Tarain e conquista l'India settentrionale
- 1202 i Musulmani conquistano Benares
- 1210-1236 Iltutmish sultano di Delhi
- 1220-1230 edificazione del Qubt Minar
- 1221 invasione mongola guidata da Gengis Khan
- 1240 i Mongoli distruggono la città di Lahore
- 1250 tempi di Konarak
- 1266-1287 Balban sultano di Delhi
- 1290 con re Firuz inizia la dinastia Khalji
- 1296 Ala-ud-din sultano di Delhi
- 1308-1326 i Musulmani conquistano la penisola del Deccan e l'India meridionale
- 1320 con Ghiyas-ud-din inizia la dinastia Tughlak
- 1336 regno di Vijayanagar
- 1369 Timur (Tamerlano) re di Samarcanda
- 1374 ambasciatori di Vijayanagar in Cina
- 1380-1420 Kabīr
- 1398 Timur invade l'India e conquista Delhi
- 1498 sbarco di Vasco de Gama in India
- 1504 Babur conquista Kabul
- 1510 Albuquerque si impadronisce di Goa
- 1524 Babur conquista Lahore
- 1526-1530 i Turco-Mongoli sottomettono gli Afghani e i Rajputi
- 1530 morte di Babur, avvento di Humayun
- 1538 morte di Guru Nanak
- 1545 morte di Sher Shah
- 1556 morte di Humayun
- 1556-1605 Regno di Akbar
- 1565 i musulmani distruggono Vijayanagar
- 1600 nasce l'East India Company
- 1605-1627 Jahangir
- 1616 arrivo in India dei Danesi
- 1628-1658 Shah Jahan
- 1630-1680 Shivaji
- 1658 gli Olandesi occupano Ceylon
- 1658-1707 Aurangzeb
- 1664 nasce la Compagnia Francese delle Indie Orientali
- 1673 I francesi a Pondichéry
- 1690 costruzione di Chandernagor
- 1698 gli inglesi annettono Bombay e fondano Calcutta
- 1725 i francesi annettono Mahè
- 1739 Nadir Shah conquista Delhi
- 1740-1754 Joseph François Dupleix governatore di Pondichéry
- 1763 Trattato di Parigi
- 1765 gli inglesi ottengono la sovranità del Bengala
- 1772 Warren Hastings governatore del Bengala
- 1782-1799 Tipu Sultan
- 1806 morte di Shah Alam II
- 1842 gli Afghani annientano un'armata inglese sul passo del Khyber
- 1844 trattato anglo-russo
- 1849 annessione inglese del Panjab
- 1852 annessione inglese della Birmania
- 1857-1859 rivolta anti-inglese
- 1876 Regina Vittoria Imperatrice dell'India
- 1880 nasce il Congresso Nazionale Indiano
- 1906 nasce la Lega Musulmana delle tribù che rivendica oltre all'indipendenza dalla Gran Bretagna anche maggiori diritti rispetto alla maggioranza indù
- 1940 la Lega Musulmana rivendica la nascita di uno stato musulmano autonomo
- 1947 indipendenza dell'India e del Pakistan; Muhammad Alī Jinnah governatore generale del Pakistan con Liaquat Ali Khan primo ministro
- 1947-1949 prima guerra tra Pakistan ed Unione Indiana per il Kashmir
- 1948 morte di Jinnah; Liaquat Ali Khan accentra su di sé il potere
- 1951 assassinio di Liaquat Ali Khan
- 1954 il Pakistan aderisce alla SEATO e sigla un accordo con gli Stati Uniti
- 1955 il Pakistan aderisce al Patto di Baghdad
- 1956 promulgazione della nuova costituzione pakistana che diventa una Repubblica Islamica
- 1958 golpe militare, il potere passa ad una giunta guidata dal generale Ayyub Khan
- 1962 nuova costituzione basata sulle democrazie di base
- 1965-1966 seconda guerra indo-pakistana che non risolve la "questione del Kashmir"
- 1969 a grandi proteste studentesche ed operaie segue un attentato al premier Ayyub Khan che si dimette; Yahya Khan, il successore, impone la legge marziale
- 1971 indipendenza del Pakistan Orientale che diventa il Bangladesh; terza guerra indo-pakistana (vinta dall'India); dimissioni di Yahya Khan; ascesa al potere di Ali Bhutto capo del Partito Popolare Pakistano
- 2025 conflitto del Kashmir